# Jackbohne

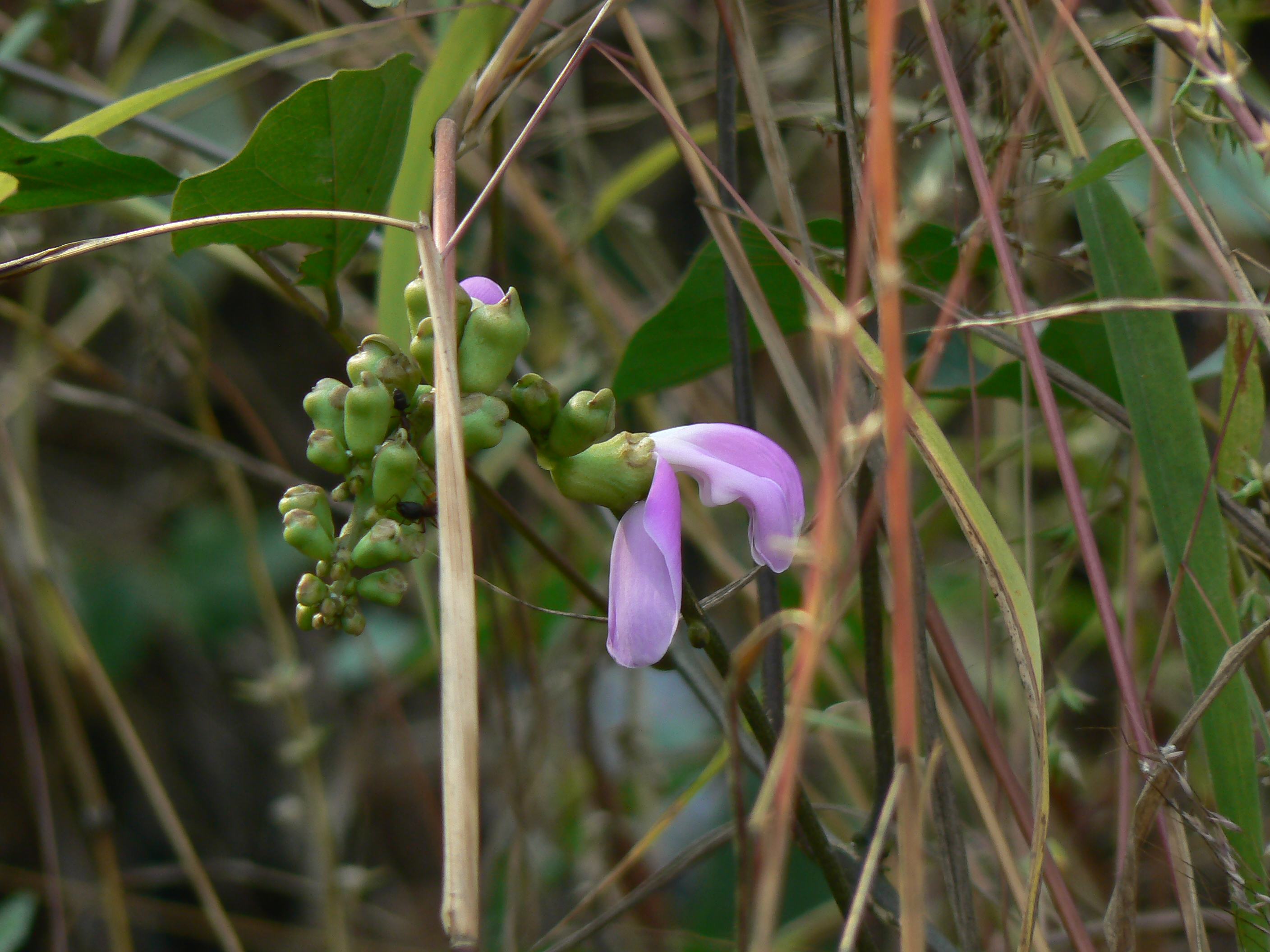
Blütenstand

Die Jackbohne (Canavalia ensiformis), auch Madagaskarbohne oder Riesenbohne genannt, ist eine Pflanzenart in der Unterfamilie Schmetterlingsblütler (Faboideae) innerhalb der Familie der Hülsenfrüchtler (Fabaceae oder Leguminosae). Sie ist nahe verwandt mit einer Reihe anderer „Bohnen“ genannter Feldfrüchte, insbesondere der Schwertbohne. Die Jackbohne ist eine von den Karibischen Inseln und aus Mittel- oder Südamerika stammende, in der Neuen Welt seit mehr als 2000 Jahren angebaute Nutzpflanze.

## Beschreibung

### Erscheinungsbild und Blatt
Die Jackbohne ist eine kurzlebig ausdauernde krautige Pflanze oder ein Halbstrauch und erreicht Wuchshöhen von 0,60 bis 1,60 Meter. Sie wird meist als einjährige Pflanze kultiviert. Die niederliegenden, halbaufrechten, aufrechten oder kletternden Sprossachsen erreichen Längen von zwei bis zu drei Metern und verzweigen sich gut; ältere Sprossachsen können etwas verholzen. Das kräftige Wurzelsystem reicht relativ tief in den Boden und bildet eine lange Pfahlwurzel. Die oberirdischen Pflanzenteile sind flaumig behaart oder verkahlen. Die Keimung erfolgt epigäisch. Die ersten Laubblätter sind etwa eine Woche nach der Aussaat voll entfaltet.
Die wechselständig am Stängel verteilt angeordneten Laubblätter sind in Blattstiel und Blattspreite gegliedert. Der Blattstiel ist 10 bis 15 Zentimeter lang. Die Blattrhachis ist 3 bis 4,5 Zentimeter lang. Die Blattspreite ist dreizählig. Die ganzrandigen Fiederblättchen sind 4 bis 7 Millimeter lang gestielt. Die krautigen Blättchen sind bei einer Länge von 5 bis 20 Zentimeter sowie einer Breite von 3 bis 12 Zentimeter eiförmig bis verkehrt-eiförmig oder elliptisch mit gerundeter oder spitzer bis keilförmiger Basis und einem spitzen oder zugespitztem oberen Ende. Beide Seiten der Blättchen sind spärlich kurz flaumig behaart oder verkahlend. Die Nervatur besteht aus sechs bis sieben Paaren von Seitennerven und auch die Netznervatur ist erkennbar. Die kleinen Nebenblätter fallen früh ab.

### Blütenstand und Blüte
In China blüht die Schwertbohne zwischen Mai und Juli. Je nach Standort erscheinen die ersten Blüten 50 bis 110 Tage nach der Aussaat. In den Blattachseln steht ein zehn bis 35 Zentimeter langer Blütenstandsschaft. In einem bis zu 20 Zentimeter langen traubigen Blütenstand stehen an den verdickten Knoten (Nodien) der Blütenstandsachse jeweils ein bis fünf Blüten zusammen; insgesamt zehn bis 30 manchmal bis zu 50 Blüten in einem Blütenstand. Die Deckblätter sind 2 Millimeter lang und enden stumpf. Der Blütenstiel ist 2 bis 5 Millimeter lang.
Die zwittrigen Blüten sind zygomorph und fünfzählig mit doppelter Blütenhülle. Die fünf spärlich flaumig behaarten Kelchblätter sind zu einem etwa 1,5 Zentimeter langen glockenförmigen, zweilippigen Kelch verwachsen. Die gestutzte Oberlippe des Kelches ist länger als die Kelchröhre und die Unterlippe besitzt drei dreieckigen Kelchzähne. Die etwa 2,7 Zentimeter lange Blütenkrone hat den typischen Aufbau eines Schmetterlingsblütlers. Die fünf Kronblätter sind manchmal weiß, meist hellviolett bis purpurfarben. Die Fahne ist bei einem Durchmesser von etwa 2,2 Zentimeter gerundet und besitzt zwei fast kreisförmige, zurückgekrümmte Öhrchen und einen etwa 5 Millimeter langen, flachen und relativ breiten Nagel. Die Flügel sind verkehrt-eiförmig-länglich. Das Schiffchen ist geöhrt und genagelt. Die zehn fertilen Staubblätter sind alle verwachsen. Das einzige kurz sowie dünn gestielte, oberständige Fruchtblatt enthält viele Samenanlagen. Der nach innen gebogene Griffel endet in einer kleinen Narbe.

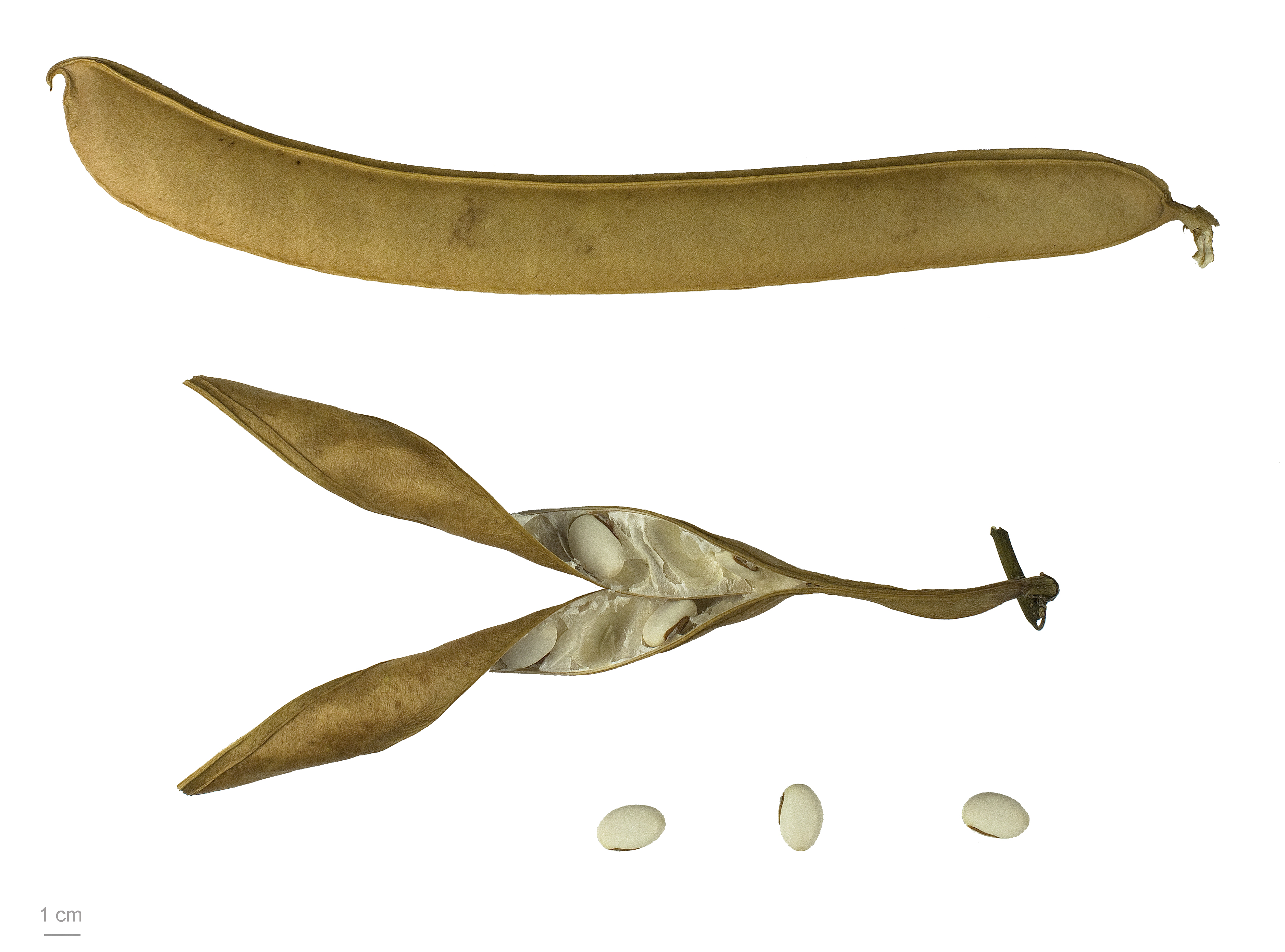
Canavalia ensiformis

### Frucht und Samen
Die Hülsenfrüchte reifen in China im Oktober. Die etwas abgeflachten, etwas gebogenen, länglichen und relativ dicken, ledrigen Hülsenfrüchte sind bei einer Länge von 15 bis 35 Zentimeter sowie einer Breite von 2,5 bis 4 Zentimeter kurz bespitzt. Jede Fruchtklappe besitzt an der Bauchnaht eine erhabene Rippe und parallel, 4–5 Millimeter dazu eine extra Rippe. Die anfangs grünen und flaumig behaarten Hülsenfrüchte verkahlen später und sind bei Reife meist bräunlich. Jede Hülsenfrucht enthält acht bis 20 Samen.
Die etwa 21 × 15 × 10 Millimeter großen Samen sind elliptisch bis länglich und seitlich abgeflacht. Die Samenschale ist elfenbeinfarben oder weiß. Das meist 6 bis 9, höchstens 15 Millimeter lange, ovale und graue Hilum ist braun umrandet und leicht eingezogen. Die Tausendkornmasse liegt zwischen 1300 und 1800 g.

### Chromosomensatz
Die Chromosomengrundzahl beträgt x = 11; es liegt Diploidie vor, also 2n = 22.

## Ökologie
Wenn die entsprechenden Rhizobien-Stämme vorhanden sind, ist die Bildung von stickstofffixierenden Wurzelknöllchen sehr gut.
Die Blüten sind hauptsächlich selbstfertil. Manchmal erfolgt Bestäubung durch Insekten. Nur die unteren Blüten eines Blütenstandes bilden Früchte aus.
|                                    | Heu         | unreife Hülsen | reife Hülsen | Samen       |
| ---------------------------------- | ----------- | -------------- | ------------ | ----------- |
| Brennwert in kJ/100 g (kcal/100 g) |             |                |              | 1.475 (347) |
| Wasser in % Frischmasse            | 0           | 78,5           | 0            | 10,7 – 15,5 |
| Rohprotein in % Trockenmasse       | 13,8 – 16,1 | 6,9            | 4,5          | 23,8 – 27,6 |
| Rohfett in % Trockenmasse          | 2,1 – 2,9   | 0,5            | 1,5          | 2,3 – 3,9   |
| Kohlenhydrate in % Trockenmasse    | 26,5 – 35,7 | 13,3           | 42,1         | 45,2 – 59,0 |
| Rohfaser in % Trockenmasse         | 41,2 – 43,5 | 3,3            | 48,1         | 4,9 – 8,0   |
| Asche in % Trockenmasse            |             | 0,8            | 3,8          | 2,7 – 4,2   |

## Inhaltsstoffe
Die grünen Hülsenfrüchte und besonders die Samen enthalten viel Rohprotein. Als Futter und menschliche Nahrung ist die Jackbohne interessant durch ihre hohen Gehalte an Proteinen, Kohlenhydraten und Fetten. Das Heu enthält sehr viel Rohprotein und besitzt eine halbwegs gute Verdaulichkeit von 56 bis 59 %. Der Lysingehalt ist 5,1 %.
Es wurde folgende Aminosäurezusammensetzung in g je 16 g N (= % im Rohprotein) ermittelt: Alanin 3,7, Isoleucin (essentiell) 3,5, Prolin 3,6, Arginin 4,5, Leucin (essentiell) 3,5, Serin 4,3, Asparaginsäure 9,0, Lysin (essentiell) 5,1, Threonin (essentiell) 3,9, Glutaminsäure 9,1, Methionin (essentiell) 1,0, Tyrosin 3,1, Glycin 3,3, Phenylalanin (essentiell) 4,0, Valin (essentiell) 4,0, Histidin 2,4.

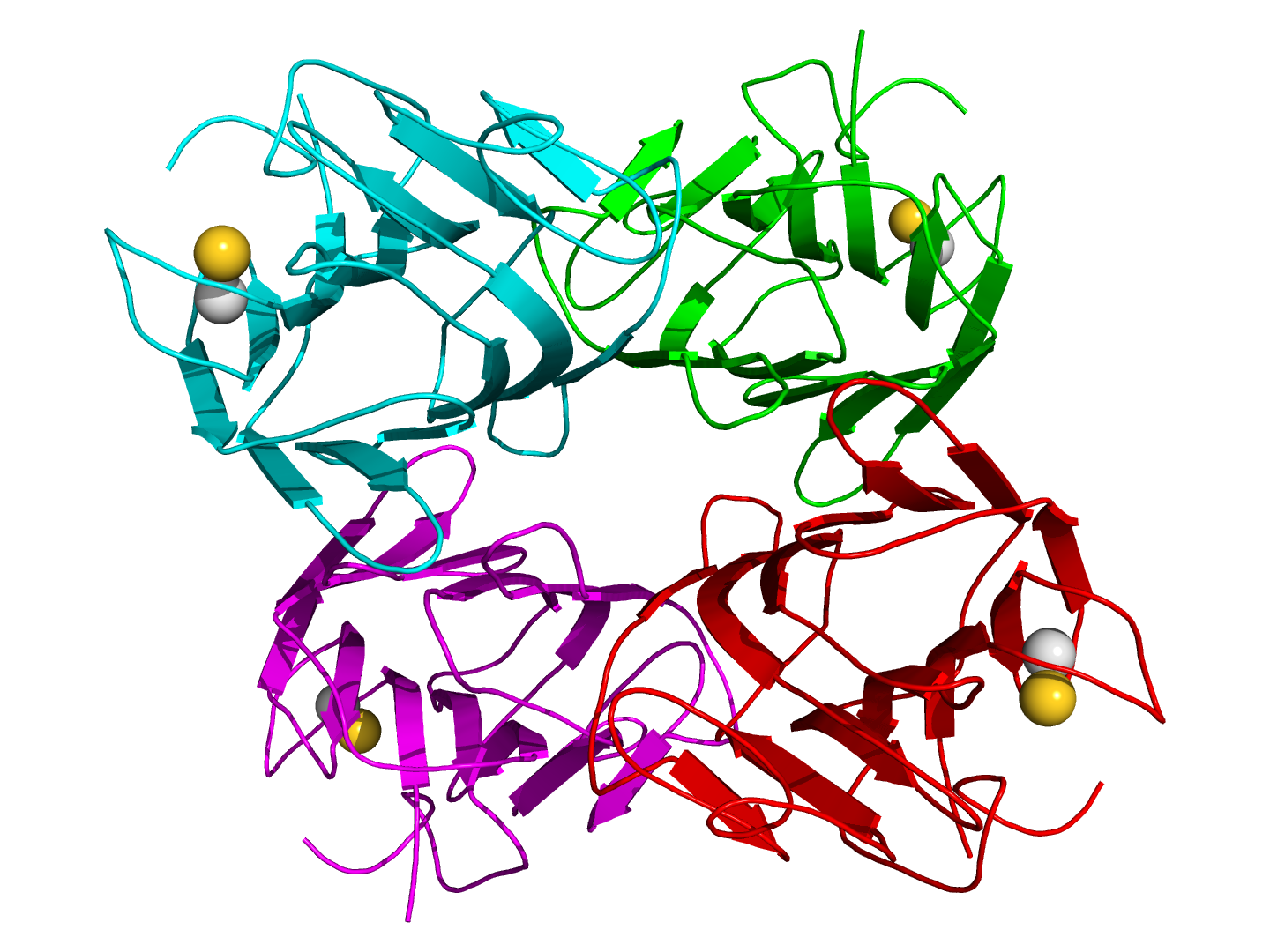
Struktur des Concanavalin A

Die Pflanze enthält Saponine, Cyanogene Glycoside, Terpenoide, Alkaloide und Tannine. Die Samen enthalten die thermolabilen Giftstoffe Concanavalin A und B; sie kommen in den trockenen Samen mit 2,5 bis 3,0 % vor. Das Lectin Concanavalin A ist ein Trypsin-Inhibitor. Canavanine sind für Bakterien, Insekten und andere Invertebraten giftig. Canavanine werden in Proteine eingebaut, die dann ihre Funktion verlieren. Canavanine sind nicht giftig für Vertebraten, die eine spezifischere Arginyl-T-RNA-Synthase besitzen und deshalb keine Canavanyl-Proteine bilden. Neben dem Concanavalin A sind die Ureasen in dem Gemisch an Giftstoffen besonders nachteilig. Durch diese Giftstoffe sind die Pflanzenteile sehr widerstandsfähig gegenüber Krankheiten und Schädlingen.

## Nutzung
Die Hülsenfrüchte und Samen werden gegessen. Canavalia ensiformis wird zur Gründüngung, als Bodendecker und als Viehfutter verwendet.
Die Erträge an Grünmasse und Futter liegen zwischen 20 und 60 Tonnen je Hektar. Sie kann verfüttert werden, kann jedoch Giftstoffe enthalten.
Die Kornerträge können je nach Anbaubedingungen stark schwanken, die Angaben reichen von sieben bis zehn, 20 bis 25 oder sogar über 50 Doppelzentner je Hektar. Es ist eine sehr produktive Pflanzenart. In Indonesien werden Blüten und junge Blätter als Speisezutaten verwendet. Junge Hülsenfrüchte und unreife Samen werden als Gemüse zubereitet. 80 bis 120 Tage nach der Aussaat können grüne Hülsenfrüchte geerntet werden, reife Samen erntet man nach 180 bis 300 Tagen. Die reifen Samen müssen durch Wässern, langes Erhitzen und Kochen von Giftstoffen (vorwiegend Concanavalin A) befreit werden, oft wird auch die Samenschale entfernt. Der gekochte Samen besitzt wenig Geschmack und eine grobe, mehlige Textur und wird daher meist nicht geschätzt. Auch bei der Verwendung von Samen als Viehfutter müssen diese erst entgiftet werden.

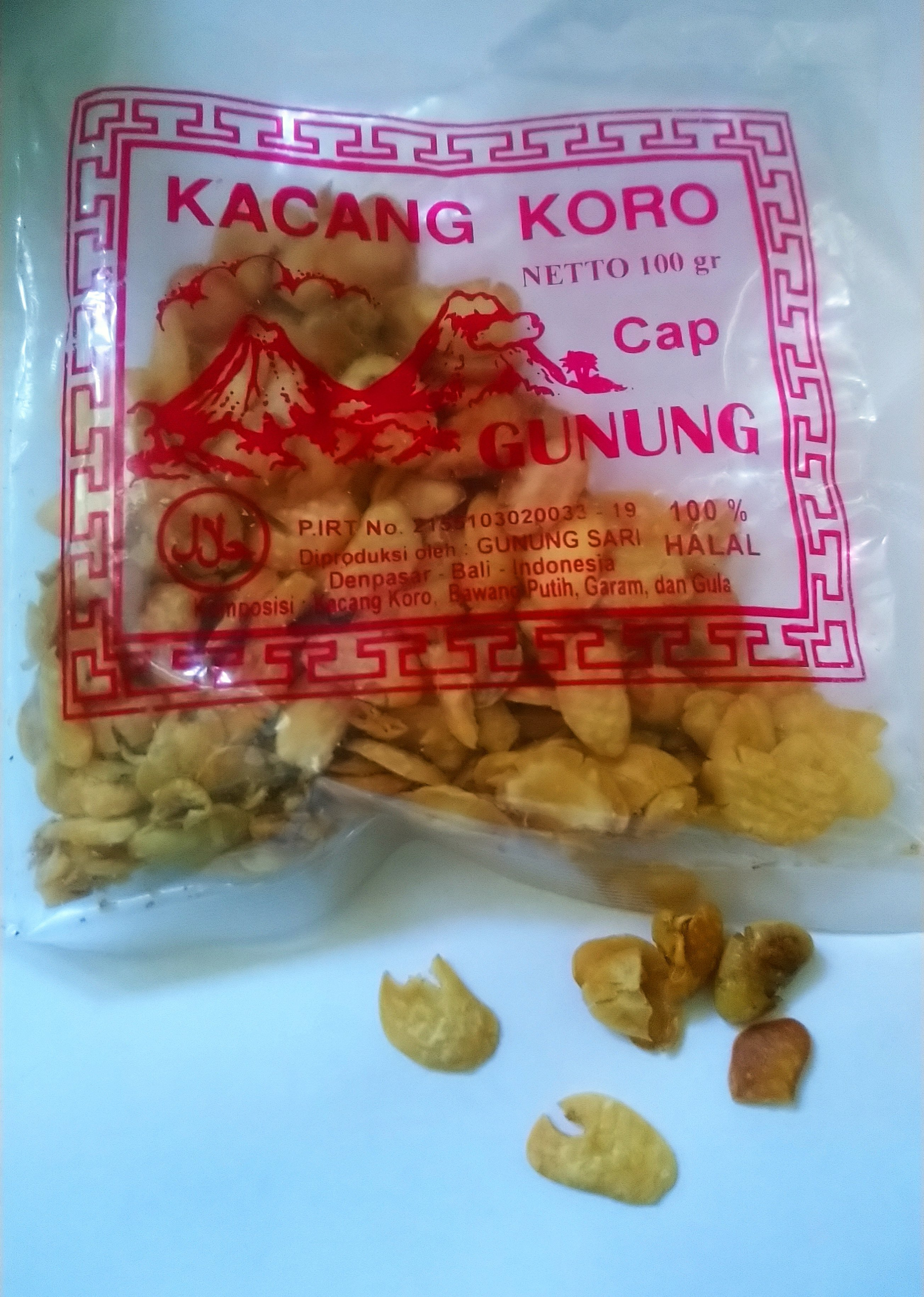
Korobohnen als Snack

In Indonesien werden geröstete Jackbohnen-Samen als Kaffee-Ersatz verwendet. Sie werden auch geröstet und gewürzt als Knabberei verwendet.
In Indonesien sowie China werden hitzebehandelte Samen und Hülsenfrüchte medizinisch genutzt. In Nigeria werden Jackbohnen-Samen als Antibiotikum und Antiseptikum eingesetzt. In der Schulmedizin wird die Jackbohne nicht eingesetzt. Die Trigonelline und Canavanine könnten gegen Krebs wirken. Canavalin A ist schon zur Trennung von Blutgruppensubstanzen (Immunglobuline und Glycoproteine) genutzt worden und kann eine Bedeutung in der medizinischen Analytik erhalten. Das Urease-Extrakt der Jackbohne wird in Analytischen Laboren eingesetzt.
Die Jackbohnenpflanze ist ein guter Bodendecker und wird in Plantagen als Erosionsschutz verwendet.

## Pflanzenkrankheiten
Die Jackbohne wird nur wenig von Pflanzenkrankheiten befallen. Eine Wurzelkrankheit und ein Stängelbohrer verursachen deutliche Ertragsausfälle. Der Blattkäfer (Chrysomelidae) (Platiprosopus acutangulus) kann durch fressen der Laubblätter bedeutenden Probleme an jungen Pflanzenbeständen verursachen. Die Samen werden kaum von Vorratsschädlingen oder -krankheiten befallen, nur Tricorinus tabaci bereitet manchmal Probleme.

## Herkunft und Verbreitung
Die Wildform der Jackbohne ist Canavalia brasiliensis, die im feuchten Tiefland des tropischen Amerikas verbreitet ist.
Die ursprüngliche Heimat der Jackbohne liegt auf Karibischen Inseln und in Mittel- oder Südamerika. Sie wurde von der indigenen Bevölkerung der Neuen Welt seit Jahrtausenden kultiviert. Es gibt Angaben über 2000 bis 3000 Jahre alte Kornfunde, die von Arizona über Mexiko bis ins südliche Brasilien sowie Peru gemacht wurden, und auch auf karibischen Inseln ist die Jackbohne schon lange in Kultur.

### Archäologische Funde
In Peru wurden domestizierte Jackbohnen in der akeramischen Siedlung von La Yerba III (4535–3943 BC cal) im Delta des Río Ica gefunden, zusammen mit Feuerbohnen, Flaschenkürbis, Guaven und domestizierten Meerschweinchen.
In Mexiko stammen verkohlte Samen aus einem Abfallhaufen der späten Formativen Periode in Dzilbilchaltun in Yucatan. Sie lieferten ein Radiokarbondatum von 320 ± 81 (BC uncal.). Heute noch werden Jackbohnen von den Maya in Yukatan angebaut. Jackbohne wurden auch in Höhlen bei Tehuacán in Puebla in zwischen 5200 and 3400 B.C. entstandenen Schichten (Coxcatlan Phase) und Schichten der Abejas Phase (3400–2300 B.C.) gefunden, es scheint sich dabei aber um die Wildform Canavalia brasiliensis zu handeln.
Im Südwesten der USA wurden Jackbohnen in Hohokam Siedlungen gefunden, verkohlte Reste zum Beispiel in Hodges 793 (vor 1300 n. Chr.), zusammen mit Teparybohnen (Phaseolus acutifolius var. latifolius) in der Siedlung Arizona BB: 13:50. Weitere Funde stammen aus einer Ruine des 14. Jahrhunderts im Tonto National Monument in Arizona und einer Höhle in der Nähe von Flagstaff, deren Funde in die Pueblo III Anasazi Periode datieren.
In der Karibik wurden Jackbohnen über Stärkereste auf Steingeräten nachgewiesen, diese Ergebnisse sind aber nicht allgemein anerkannt.

### Historische Berichte
Hans Sloane berichtet über den Anbau der Jackbohne auf Jamaika. Er sah sie unter anderem in den Gärten von Santiago de la Vega. Da es unwahrscheinlich ist, dass die Pflanzen von den Plantagenbesitzern eingeführt wurde, könnte dies auf vorhergehende einheimische Domestikation hinweisen.
Seit dem 19. Jahrhundert wird die Jackbohne beispielsweise auch in Indonesien, Taiwan, Hawaii, Indien, Tansania, Äthiopien, Kenia sowie Australien angebaut. Später wurde sie auch in anderen Gebieten Asiens eingeführt. Sie wird im südlichen Arabien, Ostafrika, südlichen Afrika sowie Madagaskar und, weniger häufig, in Westafrika angebaut. Das heutige Anbaugebiet in der Neotropis reicht von den südlichen USA über Mittelamerika und die karibischen Inseln bis nach Südamerika.
Obwohl die Jackbohne in den Tropen und Subtropen verwildern kann, wird sie in den USA nicht als invasive Pflanze bewertet.

## Kulturbedingungen
Die Jackbohne kommt mit unterschiedlichen Klimata zurecht. Sie gedeiht bei Temperaturen zwischen 14 und 28 °C. So kann sie in tropischen Gebieten bis in Höhenlagen von etwa 1800 Meter gut kultiviert werden. Haben die Pflanzen die Jugendphase überstanden, überdauern sie wochenlange Trockenheit mit Hilfe ihres tiefreichenden Wurzelsystems. Die Jackbohne soll mit Jahresniederschlägen von 650 bis 4300 mm zurechtkommen, das Optimum soll bei 900 bis 1200 mm Niederschlag während der Vegetationszeit liegen. Die Jackbohne kann auf sehr unterschiedlichen tropischen Böden kultiviert werden. Am besten gedeiht sie in leicht sauren Böden (pH 5 bis 6), aber sie toleriert Böden mit einem pH zwischen 4,5 und 8,0.

## Taxonomie
Die Erstveröffentlichung erfolgte 1753 unter dem Namen (Basionym) Dolichos ensiformis durch Carl von Linné in Species Plantarum, Band 2, S. 725–726. Die Neukombination zu Canavalia ensiformis (L.) DC. wurde 1825 durch DC. in Prodromus Systematis Naturalis Regni Vegetabilis, Band 2, S. 404. veröffentlicht. Weitere Synonyme für Canavalia ensiformis (L.) DC. sind: Canavalia ensiformis var. albida DC., Canavalia ensiformis var. truncata Ricker, Canavalia gladiata (Jacq.) DC., Canavalia gladiata f. leucocarpa Taub., Canavalia gladiata var. leucosperma Voigt, Canavalia incurva (Thunb.) DC., Canavalia loureiroi G.Don, Dolichos acinaciformis Jacq., Dolichos ensiformis Thunb., Dolichos gladiatus Jacq., Dolichos pugioniformis Raeusch., Malocchia ensiformis (L.) Savi.

## Trivialnamen
Trivialnamen in anderen Sprachen sind:
- englisch: Jack bean, Sword bean, Giant stock-bean, Wonder bean, gotani-bean, horse-bean, jack-bean, seaside-bean, sword-bean, wonder-bean
- französisch: Haricot sabre, Pois sabre, Haricot sabre à grain blanc, Fève Jacques, Haricot de Madagascar, pois gogane
- spanisch: Frijol de bibijagua (Kuba), Frijol de sable, Frijol espada, Judía sable, Haba de burro, Haba criolla, Haba blanca (Mexiko), Haba de caballo (Mexiko),
- portugiesisch: Feijão espada, fava-branca (Brasilien), feijão-bravo (Brasilien), feijão-de-cobra (Brasilien), feijão-de-porco (Brasilien), feijão-de-quebranto (Brasilien), mangolô (Brasilien)
- schwedisch: jackböna
- dänisch: Jackbønne
- holländisch: Kara bendo, Zwaardboon
- arabisch: Fâsûlyâ seyfîyah
- chinesisch: Yang dao dou, Da dao dou (Name in der chinesischen Medizin), Dao dou, Bai dao dou, 直生刀豆 zhi sheng dao dou[6]
- japanisch: タチナタマメ Tachi nata mame, Shiro nata mame, Tsurunachi nata mame
- indonesisch: kacang koro
- malaysisch: Kacang parang, kacang parang putih
- sundanesisch: kara bedog, kacang mekah
- vietnamesisch: (cây) dâu ra, dâu tây, dâu ngua
- laotisch: thwâx fak ph'aaz
- Thai: thua khaek
- Khmer: tiehs
- Hindi: Bara Sem, Jangli Sem, Sufed Kadsumbal
- Sinh: Awara, Bu-wal-awara, Wal-awara
- estnisch: Mõõkjas kanavaalia
- koreanisch: jagdukong
- Tagalog: habas
- Visaya: lagaylay
- Ilokano: badang-badang
- Afrikaans: swaardboontjie
- Kikongo: kijimanu, nsimanje ou nsimana. Kimbundu: kanza-ka-mulende, kasa-kambole

## Kultur
Auf Jamaika pflanzten schwarze Sklaven Jackbohnen (horse-bean oder overlook bean) als Schutz an den Rand ihrer Felder. Auch in Westafrika werden der Jackbohne magische Kräfte zugeschrieben.

## Weiterführende Literatur
- Carlos A. Martinez-Palacios, Reyna Galván Cruz, Miguel A. Olvera Novoa, Cristina Chávez-Martinez: The use of jack bean (Canavalia ensiformis Leguminosae) meal as a partial substitute for fish meal in diets for tilapia (Oreochromis mossambicus Cichlidae). In: Aquaculture. Volume 68, Issue 2, 1988, S. 165–175, doi:10.1016/0044-8486(88)90239-6.
- Andrea Medeiros Salgado, Lívia Maria Silva, Maria Alice Zarur Coelho: Development of Potentiometric Urea Biosensor based on Canavalia ensiformis Urease. Chapter 22. In: Pier Andrea Serra (Hrsg.): Biosensors - Emerging Materials and Applications. 2011, ISBN 978-953-307-328-6, doi:10.5772/20163.
- Kola Ajewole: Investigation into the lesser known Pulse - Canavalia ensiformis: Chemical composition and fatty acid profile. In: Journal of Food Technology in Africa. Volume 7, Issue 3, 2002, S. 82–85, doi:10.4314/jfta.v7i3.19237, hdl:1807/3115.